# Stavkirke di Fantoft
La stavkirke di Fantoft (in norvegese: Fantoft stavkirke) è una chiesa ricostruita a Fana, Bergen in Norvegia.

## Storia
Era stata inizialmente costruita a Fortun, un villaggio all'interno del Sognefjord attorno al 1150. Nel XIX secolo venne risparmiata dalla demolizione come alcune altre stavkirke in Norvegia. La chiesa venne acquistata dal console Gade e salvata spostandola nel 1883 (dopo essere stata smontata) dove si trova attualmente.

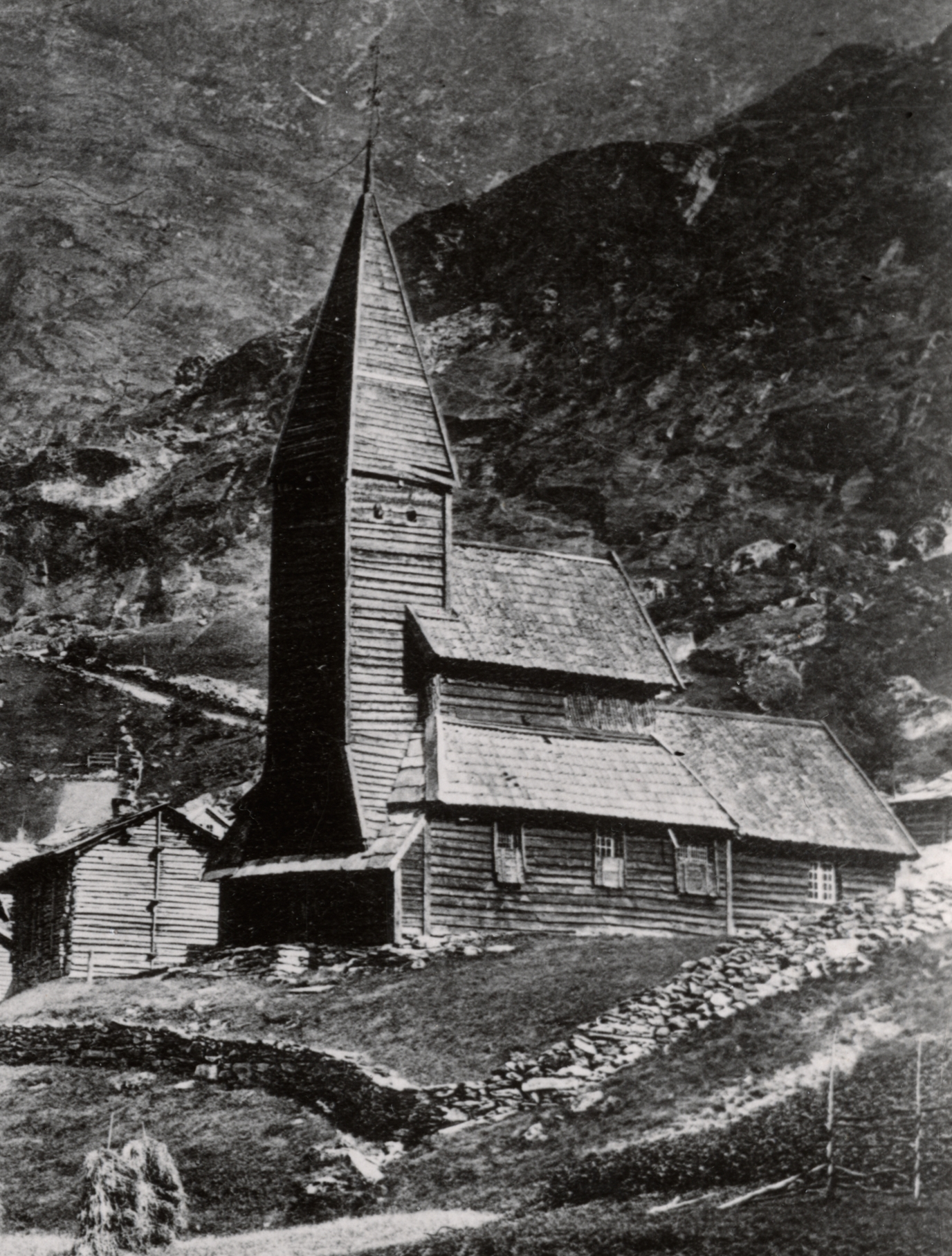
Una foto della stavkirke prima che venisse spostata a Bergen

Il 6 giugno 1992 la chiesa venne totalmente distrutta da un incendio. Il fuoco venne appiccato da Varg Vikernes secondo i giudici al suo processo, anche se i giurati votarono non colpevole. I giudici affermarono che questo fu un errore della giuria ma si rifiutarono di ribaltare l'intero caso. Vikernes venne poi condannato per l'incendio di altre chiese oltre che per l'omicidio di Euronymous.
Nell'agosto del 1993 Varg Vikernes pubblicò il mini-LP Aske ("Ceneri", in norvegese) per il suo progetto musicale Burzum. La custodia del vinile presentava una foto della Stavkirke dopo l'incendio e in allegato alle prime mille copie venne distribuito, per volontà della Voices of Wonder Records, un accendino Zippo con su stampata la medesima immagine.
Subito dopo il rogo venne immediatamente cominciata una ricostruzione esatta della chiesa, che venne ultimata nel 1997.